# Економіка фашистської Італії

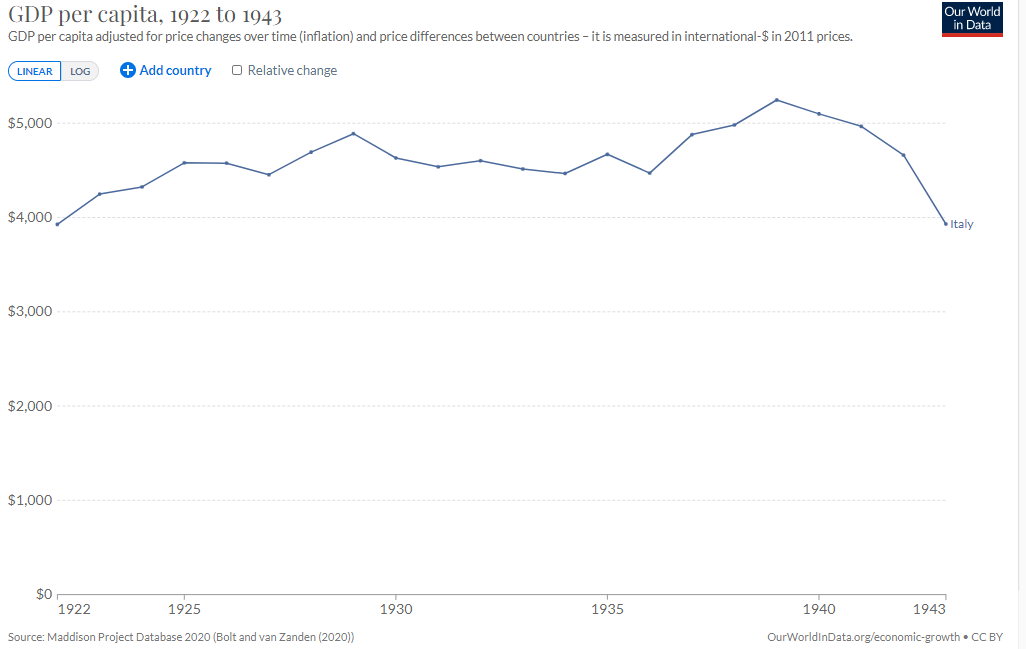
GDP per capita development in Italy, 1922 to 1943

Економіка фашистської Італії відноситься до економіки Королівства Італія між 1922 і 1943 роками, під час фашизму . Італія вийшла з Першої світової війни в поганому та ослабленому стані, а після війни ще й  сильно постраждала від інфляції, величезних боргів і тривалої депресії. До 1920 року економіка була в конвульсіях з масовим безробіттям, нестачею продовольства, страйками та подібними характерними негараздами. Прикладом такого збігу точок зору є так звані Biennio Rosso (Два червоні роки).

## Підґрунтя
Після війни в Європі виникли економічні проблеми, такі як інфляція . Хоча індекс споживчих цін в Італії і продовжував зростати після 1920 року, але в Італії не було такої потужної гіперінфляції як в Австрії, Польщі, Угорщині, росії та Німеччині. Витрати на війну та повоєнну відбудову сприяли інфляційному тиску. Зміна політичних поглядів післявоєнного періоду та зростання робітничого класу також були фактором, і Італія була однією з кількох країн, де існували розбіжності щодо податкового тягаря . 

## Фашистська економічна політика
В 1922 році Беніто Муссоліні прийшов до влади в рамках парламентської коаліції, проте Національна фашистська партія забрала контроль і встановила однопартійну диктатуру на початку 1925 року. Зростання популярності Муссоліні як національного лідера було поступовим, що було характерним для лідера будь-якого фашистського руху. Його доктрина була успішною лише в Італії, оскільки суспільство було захоплено змінами, які Муссоліні пропагував, і бажало позбавитися ліберальних і марксистських ідей у країні. Тому спільно з Джованні Джентіле він написав і поширив серед італійського суспільства "Доктрину фашизму", яка врешті-решт стала основою фашистського порядку протягом диктатури Муссоліні. Таким чином, Муссоліні не просто зайняв позицію диктатора, але поступово піднімався, ґрунтуючись на розумінні його ідей та підтримці, яку вони отримували в країні.
До настання епохи диктатури Муссоліні намагався трансформувати економіку країни відповідно до фашистської ідеології, принаймні на папері. Насправді він не був економічним радикалом і не прагнув розв’язки в економіці. Фашистська партія займала фракцію меншості лише з трьох посад в кабінеті, за винятком Муссоліні;  і надання іншим політичним партіям більшої незалежності. Під час коаліційного періоду Муссоліні призначив міністром фінансів Італії класичного ліберального економіста Альберто Де Стефані, який спочатку був стійким лідером Центристської партії , який просував економічний лібералізм разом із малою приватизацією . Перед своїм звільненням у 1925 році Стефані «спростив податковий кодекс, знизив податки, обмежив витрати, лібералізував торгові обмеження та скасував контроль за орендою». Всього за 3 роки обіймання цієї посади, під його впливом італійська економіка зросла більш ніж на 20 відсотків, а безробіття впало на 77 відсотків. 
На думку прихильників першого погляду, Муссоліні справді мав чіткий економічний план, як довгостроковий, так і короткостроковий, від початку свого правління. Уряд ставив перед собою дві головні цілі — модернізувати економіку та виправити брак стратегічних ресурсів у країні. До усунення Стефані адміністрація Муссоліні підштовхнула сучасний капіталістичний сектор на службу державі, безпосередньо втручаючись у міру необхідності для створення співпраці між промисловцями, робітниками та державою. Уряд перейшов до вирішення класових конфліктів на користь корпоратизму . У короткостроковій перспективі уряд працював над реформуванням податкової системи, яка часто зловживала, ліквідуванням неефективної державної промисловості, скороченням державних витрат та запровадженням вигідних тарифів для захисту нових галузей. Однак ця політика припинилася після того, як Муссоліні захопив диктатуру і розірвав коаліцію.
Нестача промислових ресурсів, зокрема ключових компонентів промислової революції, була урівноважена завдяки інтенсивному розвитку наявних внутрішніх джерел та активній комерційній політиці, яка полягала в пошуку угод з торгівлею сировиною та стратегічної колонізації. З метою сприяти торгівлі, Муссоліні змусив італійський парламент ратифікувати "італо-радянську політичну та економічну угоду" до початку 1923 року. Ця угода допомогла Муссоліні офіційно визнати Італією Радянський Союз у 1924 році, ставши першою західною країною, яка це зробила.
З підписанням Договору про дружбу, ненапад і нейтралітет з Радянським Союзом у 1933 році, фашистська Італія стала головним торговим партнером Росії Йосипа Сталіна. В рамках цього договору відбувався обмін природними ресурсами з Радянською Росією на технічну допомогу з Італії, включаючи постачання родовищ авіаційної, автомобільної та військово-морської техніки.
Хоча Муссоліні був учнем французького марксиста Жоржа Сореля та головного лідера італійської соціалістичної партії в ранні роки існування партії, він відмовився від теорії класової боротьби заради класової співпраці . Деякі фашистські синдикалісти звернулися до економічної співпраці класів, щоб створити «продуктивістську» позицію, де «пролетаріат виробників» мав би вирішальне значення для «концепції революційної політики» та соціальної революції.  Проте більшість фашистських синдикалістів наслідували приклад Едмондо Россоні, який віддавав перевагу поєднанню націоналізму з класовою боротьбою , часто демонструючи вороже ставлення до капіталістів. Ця антикапіталістична ворожість була настільки суперечливою, що в 1926 році Россоні засудив промисловців як «вампірів» і «спекуляторів». 
Оскільки економіка Італії була загалом нерозвиненою та мала доволі незначну індустріалізацію, фашисти та революційні синдикалісти, такі як Анджело Олів’єро Оліветті, стверджували, що італійський робітничий клас не міг мати необхідної кількості та свідомості дій, щоб здійснити революцію. Натомість вони слідували застереженням Карла Маркса про те, що нація потребує «повного дозрівання капіталізму як передумови для соціалістичної реалізації».  Відповідно до цієї інтерпретації, особливо як її виклав Серджіо Панунціо        (головний теоретик італійського фашизму), «синдикалісти були продуктивнішими, аніж дистриб'ютори».  Фашистські інтелектуали були сповнені рішучості сприяти економічному розвитку, щоб дозволити синдикалістській економіці «досягти свого продуктивного максимуму», який вони вважали вирішальним для «соціалістичної революції». 

## Структурний дефіцит, громадські роботи та соціальне забезпечення
Називаючи економіку Джона Мейнарда Кейнса «корисним вступом до фашистської економіки», Муссоліні ввів Італію в структурний дефіцит, яке експоненційно зростало.  У перший рік перебування Муссоліні на посаді прем'єр-міністра в 1922 році державний борг Італії становив 93 мільярди італійський лір. До 1934 року італійський історик Гаетано Сальвеміні підрахував, що державний борг Італії зріс до 149 мільярдів лір  А вже у 1943 році газета «Нью-Йорк Таймс» оголосила, що державний борг Італії становив 406 мільярдів лір. 
Як заявляв колишній шкільний вчитель, то витрати Муссоліні на державний сектор, школи та інфраструктуру вважалися надмірними. Муссоліні «започаткував програму громадських робіт, яка досі не мала собі рівних у сучасній Європі. Будувалися мости, канали та дороги, лікарні та школи, вокзали та дитячі будинки; болота були осушені та меліоровані землі, висаджені ліси та закладені університети»  . Що стосується масштабів і витрат на програми соціального забезпечення, то італійський фашизм «вигідно відрізнявся від більш розвинених європейських націй і в певному відношенні був більш прогресивним».  Коли нью-йоркський політик Гровер Алоїзіус Велен в 1939 році запитав Муссоліні про значення італійського фашизму, відповідь була: «Це схоже на ваш Новий курс !» . 
До 1925 року фашистський уряд «приступив до розробленої програми», яка включала додаткову харчову допомогу, догляд за немовлятами, допомогу материнству, загальне охорону здоров’я, надбавки до заробітної плати, оплачувану відпустку, допомогу по безробіттю, страхування на випадок хвороби, страхування від професійних захворювань, загальну допомогу сім’ї, державну допомогу. страхування житла, старості та інвалідності.  Що стосується громадських робіт, адміністрація Муссоліні «виділила 400 мільйонів лір державних коштів» на будівництво школи між 1922 і 1942 роками, порівняно з лише 60 мільйонами лір між 1862 і 1922 роками 

## Перші кроки
Фашистський уряд почав своє правління в невпевненому становищі. Прийшовши до влади в 1922 році після походу на Рим, він був урядом меншості до закону Ацербо 1923 року та виборів 1924 року, і йому знадобилося ще два роки, щоб в  1925 році, після вбивства Джакомо Маттеотті, надійно встановити свою диктатуру.
Економічна політика в перші кілька років була в основному класично ліберальною, а Міністерство фінансів контролювалося старим лібералом Альберто Де Стефані. Багатопартійний коаліційний уряд запровадив стриману програму laissez faire — систему оподаткування було реструктуровано (закон від лютого 1925 р., декрет-закон від 23 червня 1927 р. тощо), були спроби залучити іноземні інвестиції та встановити торговельні угоди, і були докладені зусилля збалансувати бюджет і скоротити субсидії.  Було скасовано 10% податок на капітал, інвестований у банківський і промисловий сектори, а податок на директорів і адміністраторів анонімних компаній (SA) зменшено вдвічі. Весь іноземний капітал було звільнено від податків, а податок на розкіш також було скасовано.  Муссоліні також виступав проти муніципалізації підприємств. 
Закон від 19 квітня 1923 року передав страхування життя приватним підприємствам, скасувавши закон 1912 року, який створював Державний інститут страхування, який передбачав створення державної монополії через десять років.  Крім того, декрет від 19 листопада 1922 року скасував дію Комісії з військових прибутків, а закон від 20 серпня 1923 року скасував податок на спадщину в сімейному колі. 
Був загальний наголос на тому, що було названо продуктивністю — національному економічному зростанні як засобі соціального відновлення та ширшого утвердження національної важливості.
До 1925 року країна мала помірне зростання, але структурні недоліки посилили інфляцію, і валюта повільно падала (90 літ. до 1 фунта стерлінгів). stg у 1922 році, Lit.135 до £1 stg у 1925 р.). У 1925 році відбулося значне зростання спекуляцій і коротких курсів проти ліри . Рівень руху капіталу став настільки великим, що уряд спробував втрутитися. Де Стефані було звільнено, його програму відсторонили, а фашистський уряд почав більше втручатися в економіку відповідно до посилення безпеки своєї влади.
У 1925 році італійська держава відмовилася від монополії на телефонну інфраструктуру, а державне виробництво сірників було передано приватному «Консорціуму виробників сірників». 
Крім того, держава фінансово підтримувала різні банківські та промислові компанії. Одним із перших дій Муссоліні було фінансування металургійного тресту Ansaldo на суму 400 мільйонів літ. Після дефляційної кризи, яка почалася в 1926 році, такі банки, як Banco di Roma, Banco di Napoli і Banco di Sicilia, також отримали допомогу від держави.  У 1924 році Unione Radiofonica Italiana (URI) була створена приватними підприємцями та частиною групи Марконі і того ж року отримала монополію на радіомовлення. URI став RAI після війни.
Кредитування приватного сектора зросло щорічно на 23,8 відсотка: загальний чистий прибуток акціонерних банків подвоївся, що забезпечило «чудові можливості для фінансових посередників». Коли цей період було зупинено, тягар дефляційної політики непропорційно ліг на плечі робітників і службовців. 

## Більш жорстке втручання
Ліра продовжувала падати в 1926 році. Можна стверджувати, що це не було погано для Італії, оскільки це призвело до дешевшого та більш конкурентоспроможного експорту та дорожчого імпорту. Проте падіння ліри не сподобалося політично. Муссоліні, очевидно, вважав це «проблемою мужності», а занепад був нападом на його престиж. У промові в Пезаро 18 серпня 1926 року він розпочав « битву за Ліру ». Муссоліні зробив ряд рішучих заяв і поставив свою позицію щодо повернення ліри до рівня 1922 року проти фунта стерлінгів, « квота 90 ». Ця політика була реалізована через тривалу дефляцію економіки, коли країна знову приєдналася до золотого стандарту, пропозиція грошей була скорочена, а процентні ставки були підвищені. Ця дія призвела до різкого спаду, який Муссоліні сприйняв як ознаку свого утвердження влади над «неприємними елементами» — ляпас як капіталістичним спекулянтам, так і профспілкам .
У ширшому масштабі фашистська економічна політика підштовхнула країну до корпоративної держави, зусилля, яке тривало аж до війни. Ідея полягала в тому, щоб створити національну спільноту, де інтереси всіх частин економіки були б інтегровані в класову єдність. Дехто бачить перехід до корпоративності у два етапи. По-перше, у 1925–1927 рр. робітників було доведено до ладу. Спочатку нефашистські профспілки, а пізніше (з меншою силою) фашистські профспілки були націоналізовані адміністрацією Муссоліні та передані у державну власність.  Відповідно до цієї трудової політики фашистська Італія прийняла закони, згідно з якими членство в профспілках було обов’язковим для всіх робітників.  Це був важкий етап, оскільки профспілки були важливою складовою італійського фашизму з його радикально -синдикалістського коріння, а також вони були головною силою в італійській промисловості. Зміни втілилися в двох ключових розробках. Пакт Палацу Відоні в 1925 році об’єднав фашистські профспілки та великі промислові підприємства, створивши угоду для промисловців про визнання лише певних профспілок і таким чином маргіналізувавши нефашистські та соціалістичні профспілки. Синдикальні закони 1926 року (іноді їх називають законами Рокко на честь Альфредо Рокко ) пішли далі в цій угоді, оскільки в кожному промисловому секторі могла існувати лише одна профспілкова організація та організація роботодавців. Раніше лейбористи були об’єднані під керівництвом Едмондо Россоні та його Загальної конфедерації фашистських синдикальних корпорацій, що дало йому значну кількість влади навіть після синдикальних законів, що викликало невдоволення як промисловців, так і самого Муссоліні. Таким чином, він був звільнений у 1928 році, і Муссоліні також зайняв його посаду. 
Лише ці синдикати могли укладати угоди, а уряд виступав як «арбітр». Закони оголошували як страйки, так і локаути незаконними, і зробили останній крок у забороні нефашистських профспілок. Незважаючи на суворий регламент, трудові синдикати мали повноваження вести переговори щодо укладення колективних контрактів (єдиної заробітної плати та пільг для всіх фірм у цілому секторі економіки).  Фірмам, які розривали контракти, зазвичай це виходило з рук через величезну бюрократію та труднощі у вирішенні трудових спорів, насамперед через значний вплив промисловців на трудові справи.
Синдикати роботодавців також мали значну владу. Членство в цих асоціаціях було обов’язковим, і лідери мали повноваження контролювати та регулювати виробничу практику, розподіл, розширення та інші фактори разом зі своїми членами. Контроль загалом надавав перевагу більшим підприємствам, ніж дрібним виробникам, які були налякані тим, що втратили значну частину індивідуальної автономії. 
Оскільки синдикальні закони тримали капітал і працю окремо, Муссоліні та інші члени партії продовжували запевняти громадськість, що це лише тимчасовий проміжок і що всі асоціації будуть інтегровані в корпоративну державу пізніше.

## Корпоративний етап
З 1927 року ці правові та структурні зміни призвели до другої фази, корпоративної фази. Трудова хартія 1927 року підтвердила важливість приватної ініціативи в організації економіки, водночас зберігаючи право на державне втручання, особливо в нібито повний фашистський контроль над наймом робітників. У 1930 році було створено Національну раду корпорацій, у якій представники всіх рівнів двадцяти двох ключових елементів економіки мали зустрічатися та вирішувати проблеми. На практиці це була величезна бюрократія комітетів, яка, консолідуючи потенційні повноваження держави, призвела до громіздкої та неефективної системи патронажу та обструкціонізму. Одним із наслідків Ради був той факт, що профспілки мали незначне представництво або взагалі не мали представництва, тоді як організований бізнес, зокрема організована промисловість (CGII), змогла закріпитися над своїми конкурентами.
Ключовим впливом, який Рада справила на економіку, було швидке зростання картелів, особливо закон, ухвалений у 1932 році, який дозволяв уряду наказувати картелювання. Суперечка почалася, коли кілька промислових фірм відмовилися від наказів CGII про картелювання, що змусило уряд втрутитися. Оскільки корпорації охоплювали всі сектори виробництва, взаємні домовленості та картелювання були природною реакцією. Таким чином, у 1937 році понад дві третини дозволених державою картелів, багато з яких перетинали сектори економіки, почалися після заснування Ради, що призвело до помітного зростання комерційно-промислової картеляції. Картелі загалом підривали корпоративні агенції, які мали гарантувати, що вони працюють відповідно до фашистських принципів і в національних інтересах, але керівники змогли показати, що представники картелів мали повний контроль над окремими фірмами щодо розподілу ресурсів, цін, зарплат і будівництво. Під час формування картелів бізнесмени зазвичай виступали за «колективне саморегулювання» в рамках фашистських ідеологічних ліній, непомітно підриваючи корпоративні принципи. 
Втручання уряду в промисловість було дуже нерівномірним, оскільки розпочалися великі програми, але з невеликим загальним напрямком. Інтервенція почалася з « Битви за зерно » в 1925 році, коли уряд втрутився після поганого врожаю, щоб субсидувати вітчизняних виробників і обмежити іноземний імпорт шляхом підвищення податків. Це зменшило конкуренцію та створило або підтримувало широку неефективність. За словами історика Деніса Мак Сміта (1981), «[у]спіх у цій битві був [...] ще однією ілюзорною перемогою пропаганди, здобутою за рахунок італійської економіки загалом і споживачів зокрема», продовжуючи, що «[т] ті, хто виграв, були власниками Latifondia та майнових класів загалом [...] його політика надала значні субсидії Latifondisti ". 
Більш масштабні програми почалися в 1930-х роках з програми меліорації землі Bonifica Integrale (або так званої « Битви за землю »), у якій до 1933 року було зайнято понад 78 000 людей; політика Меццоджорно щодо модернізації південної Італії та нападу на мафію, оскільки дохід на душу населення на півдні все ще був на 40% нижчим, ніж на півночі; електрифікація залізниць та аналогічні транспортні програми; гідроелектротехнічні проекти; і хімічна промисловість, автомобілі та сталь. Було також обмежене захоплення стратегічних територій, зокрема нафти, зі створенням Agip ( Azienda Generale Italiana Petroli — Загальна італійська нафтова компанія).

## Велика депресія
Всесвітня депресія початку 1930-х років дуже сильно вдарила по Італії, починаючи з 1931 року. Коли галузі були близькі до краху, їх викуповували банки в основному ілюзорної допомоги — активи, які використовувалися для фінансування покупок, були здебільшого нічого не варті. Це призвело до фінансової кризи, яка досягла піку в 1932 році, і значного втручання уряду. Після банкрутства австрійського Credit Anstalt у травні 1931 року пішли італійські банки з банкрутством Banco di Milano, Credito Italiano та Banca Commerciale . Щоб підтримати їх, держава створила три установи, які фінансувалися Італійським казначейством, першою була Sofindit у жовтні 1931 року (з капіталом 500 мільйонів літ), яка викупила всі промислові акції, що належали Banca Commerciale та іншим установам. в біді. У листопаді 1931 року також було створено IMI (з капіталом у 500 мільйонів літів), який випустив п’ять з половиною мільярдів лір державних зобов’язань як відшкодування протягом десяти років. Цей новий капітал позичався приватній промисловості на максимальний термін у десять років.
Нарешті, Інститут промислової реконструкції (IRI), створений у січні 1933 року, взяв під контроль компанії, що належать банкам, раптово давши Італії найбільший промисловий сектор у Європі, який використовує пов’язані з урядом компанії (GLC). Наприкінці 1933 року це врятувало Гідроелектричне товариство П’ємонту, чиї акції впали з 250 літ. лір до 20 літ., тоді як у вересні 1934 р. трест Ансальдо було знову відновлено під владою IRI з капіталом Літ.750 мільйонів. Незважаючи на взяття контролю над приватними компаніями через (GLC), фашистська держава не націоналізувала жодну компанію. 
Невдовзі після створення Інституту промислової реконструкції Муссоліні в 1934 році, виступаючи перед Палатою депутатів, хвалився: «Три чверті італійської економіки, промислової та сільськогосподарської, знаходиться в руках держави».   Оскільки Італія продовжувала націоналізувати свою економіку, IRI «став власником не лише трьох найважливіших італійських банків, які явно були занадто великими, щоб збанкрутувати, але й левової частки італійської промисловості». 
Економічну політику Муссоліні в цей період пізніше буде описано як « економічний дирижизм », економічну систему, де держава має повноваження керувати економічним виробництвом і розподілом ресурсів.  Економічні умови в Італії, включаючи установи та корпорації, дали Муссоліні достатню владу, щоб взаємодіяти з ними, як міг.  Незважаючи на те, що в країні існували економічні проблеми, підходи до їх вирішення в епоху фашизму включали заходи політичного втручання, які зрештою не могли ефективно вирішити конфлікт.  І без того погана ситуація зрештою стала ще гіршою, оскільки представлені рішення були здебільшого спрямовані на посилення політичної влади, а не на допомогу постраждалим громадянам.  Ці заходи зіграли вирішальну роль у загостренні умов великої депресії в Італії.
До 1939 року фашистська Італія досягла найвищого рівня державної власності в економіці у світі, окрім Радянського Союзу,  де італійська держава «контролювала чотири п’ятих судноплавства та суднобудування Італії, три чверті її чавуну. виробництво і майже половина виробництва сталі».  IRI також досить добре впорався зі своїми новими обов’язками — реструктуризацією, модернізацією та раціоналізацією, наскільки міг. Це був значний фактор розвитку після 1945 року. Проте італійській економіці знадобилося до 1955 року, щоб відновити рівень виробництва 1930 року — становище, яке було лише на 60% кращим, ніж у 1913 році. 

## Після депресії
"Немає жодних доказів того, що рівень життя в Італії,                                  який є найнижчим серед великих держав,                                                                                             підвищився хо ча б на краплю, після приходу 
Дуче до влади" ,- 9 травня, 1938р.
По мірі зростання амбіцій Муссоліні, внутрішня політика була підведена зовнішньою політикою, особливо поштовхом до автаркії після вторгнення в Абіссінію 1935 року та подальших торговельних ембарго. Прагнення до незалежності від іноземних стратегічних матеріалів було дорогим, неефективним і марнотратним. Це було досягнуто завдяки значному збільшенню державного боргу, жорсткому валютному контролю та обміну економічного динамізму на стабільність.
Період відновлення післявоєнного спаду почався ще до приходу Муссоліні до влади, але пізніше темпи зростання стали помітно повільнішими. З 1929 по 1939 рік італійська економіка зросла на 16%, що було приблизно вдвічі швидше, ніж у попередньому ліберальному періоді. Однак, річні темпи зростання були на 0,5% нижчими, ніж передвоєнні, а річні темпи зростання вартості складали лише 1%. Незважаючи на зусилля, спрямовані на розвиток промисловості, у 1938 році сільське господарство все ще залишалося найбільшим сектором економіки, і лише третина загального національного доходу була отримана від промисловості.
У 1936 році 48% працездатного населення займалося сільським господарством (порівняно з 56% у 1921 році), тоді як зайнятість у промисловості зросла лише на 4% за період фашистського правління (від 24% у 1921 році до 28% у 1936 році). Традиційні галузі промисловості залишалися менш розвинутими у порівнянні з сучасними галузями. Рівень валових інвестицій фактично знизився за часів Муссоліні, а перехід від споживчих товарів до інвестицій був менш інтенсивним, ніж у інших мілітаристських економіках.
Спроби модернізації сільського господарства також були невдалими. Меліорація земель та зосередження на вирощуванні зернових культур відбувалися за рахунок інших культур, що призводило до дорогого субсидованого виробництва пшениці, тоді як більш життєздатні та економічно вигідні підходи були знехтувані. Багато доказів свідчить про зростання сільської бідності та незахищеності під час фашистського режиму, а їхні зусилля у створенні сучасної та раціональної сільськогосподарської системи помітно провалилися.
Наприкінці 1930-х років економіка була ще надто розвиненою, щоб витримати вимоги сучасного мілітаристського режиму. Виробництво сировини було надто малим, а готова військова техніка була обмеженою за кількістю і занадто часто за якістю. Хоча щонайменше 10% ВВП, майже третина державних витрат, почали спрямовуватися на збройні сили в 1930-х роках, країна була «вражаюче слабкою». Примітно, що інвестиції на початку 1930-х років призвели до того, що служби, особливо армія, застаріли до 1940 року. Витрати на конфлікти з 1935 року (такі як зобов’язання на громадянську війну в Іспанії в 1936–1939 роках, а також італійсько-албанську війну в 1939 році) спричинили незначне накопичення запасів для значно масштабнішої Другої світової війни 1940–1945 років.

## Також до перегляду
- Економіка фашизму
- Фашистська соціалізація

## Використана література
1. ↑  Feinstein, Charles H. (1995). Banking, currency, and finance in Europe between the wars. Oxford University Press. с. 18-20.
2. ↑  Howard M. Sachar, The Assassination of Europe 1918-1942: A Political History, University Press of Toronto Press, 2015, p. 48
3. ↑  Howard M. Sachar,The Assassination of Europe, 1918-1942: A Political History, Toronto: Canada, University of Toronto Press, 2015, p. 48
4. ↑  Jim Powell, “The Economic Leadership Secrets of Benito Mussolini,” Forbes, Feb. 22, 2012. Source:
5. ↑  A. James Gregor, Italian Fascism and Developmental Dictatorship, Princeton: NJ, Princeton University Press, 1979, pp. 59-60
6. ↑  Franklin Hugh Adler, Italian Industrialists from Liberalism to Fascism: The Political Development of the Industrial Bourgeoisie, 1906-1934, Cambridge University Press, 1995, p. 311
7. ↑  Lavoro d'Italia, January 6, 1926
8. ↑  A. James Gregor, Italian Fascism and Developmental Dictatorship, Princeton: NJ, Princeton University Press, 1979, p. 55
9. ↑  A. James Gregor, Italian Fascism and Developmental Dictatorship, Princeton: NJ, Princeton University Press, 1979, p. 59
10. ↑  A. James Gregor, Italian Fascism and Developmental Dictatorship, Princeton: NJ, Princeton University Press, 1979, p. 60
11. ↑  A. James Gregor, Italian Fascism and Developmental Dictatorship, Princeton: NJ, Princeton University Press, 1979, pp. 60-61
12. ↑  James Strachey Barnes, Universal Aspects of Fascism, Williams and Norgate, London: UK, (1928) pp. 113-114
13. ↑  John T. Flynn, As We Go Marching, New York: NY, Doubleday and Company, Inc., 1944, p. 51. Also see “Twelve Years of Fascist Finance,” by Dr. Gaetano Salvemini Foreign Affairs, April 1935, Vol. 13, No. 3, p. 463
14. ↑  John T. Flynn, As We Go Marching, New York: NY, Doubleday and Company, Inc., 1944, p. 50. See New York Times, Aug. 8, 1943
15. ↑  Christopher Hibbert, Benito Mussolini: A Biography, Geneva: Switzerland, Heron Books, 1962, p. 56
16. ↑  A. James Gregor, Italian Fascism and Developmental Dictatorship, Princeton: NJ, Princeton University Press, 1979, p. 263
17. ↑  Grover Aloysius Whalen, Mr. New York: The Autobiography of Grover A. Whalen, G.P. Putnam’s Sons, 1955, p. 188
18. ↑  A. James Gregor, Italian Fascism and Developmental Dictatorship, Princeton: NJ, Princeton University Press, 1979, pp. 258-264
19. ↑  A. James Gregor, Italian Fascism and Developmental Dictatorship, Princeton: NJ, Princeton University Press, 1979, p. 260
20. ↑  Bel, Germà (September 2011). The first privatisation: selling SOEs and privatising public monopolies in Fascist Italy (1922–1925). Cambridge Journal of Economics. 35 (5): 937—956. doi:10.1093/cje/beq051.
21. 1 2 3  Daniel Guérin, Fascism and Big Business, Chapter IX, Second section, p.193 in the 1999 Syllepse Editions
22. 1 2  Daniel Guérin, Fascism and Big Business, Chapter IX, First section, p.191 in the 1999 Syllepse Editions
23. 1 2  Daniel Guérin, Fascism and Big Business, Chapter IX, Fifth section, p.197 in the 1999 Syllepse Editions
24. ↑  Gabbuti, Giacomo (18 лютого 2020). A Noi! Income Inequality and Italian Fascism: Evidence from Labour and Top Income Shares (англ.).
25. ↑  Introduction to Modern Western Civilization, Bloomington: IN, iUnivere, 2011, p. 207
26. ↑  Gaetano Salvemini, The Fate of Trade Unions Under Fascism, Chap. 3: "Italian Trade Unions Under Fascism", 1937, p. 35
27. ↑  Roland Sarti, Fascism and the Industrial Leadership in Italy, 1919-40: A Study in the Expansion of Private Power Under Fascism, 1968
28. 1 2 3  Sarti, 1968
29. ↑  Denis Mack Smith (1981), Mussolini.
30. ↑  Gianni Toniolo, editor, The Oxford Handbook of the Italian Economy Since Unification, Oxford: UK, Oxford University Press, 2013, p. 59; Mussolini’s speech to the Chamber of Deputies was on May 26, 1934
31. ↑  Carl Schmidt, The Corporate State in Action, London: Victor Gollancz Ltd., 1939, pp. 153–76
32. ↑  Costanza A. Russo, “Bank Nationalizations of the 1930s in Italy: The IRI Formula”, Theoretical Inquiries in Law, Vol. 13:407 (2012), p. 408
33. ↑  Iván T. Berend, An Economic History of Twentieth-Century Europe, New York: NY, Cambridge University Press, 2006, p. 93
34. ↑  Piero, Bini (2017). Business Cycles in Economic Thought: A history. Oxfordshire, UK: Taylor & Francis. с. 143.
35. ↑  Baker, David (1 червня 2006). The political economy of fascism: Myth or reality, or myth and reality?. New Political Economy. 11 (2): 227—250. doi:10.1080/13563460600655581. ISSN 1356-3467.
36. ↑  Patricia, Calvin (2000). The Great Depression in Europe, 1929-1939. History Review: 30.
37. ↑  Patricia Knight, Mussolini and Fascism: Questions and Analysis in History, New York: Routledge, 2003, p. 65
38. ↑  Martin Blinkhorn, Mussolini and Fascist Italy, 2nd edition, New York: NY, Routledge, 1991, p. 26

## Подальше читання
- Челлі, Карло. 2013 рік. Економічний фашизм: першоджерела кланового капіталізму Муссоліні . Axios Press.
- Маттесіні, Фабріціо та Беніаміно Квінтьєрі. «Італія та Велика депресія: аналіз італійської економіки, 1929–1936». Дослідження в економічній історії (1997) 34#3 стор.: 265-294.
- Маттесіні, Фабріціо та Беніаміно Квінтьєрі. «Чи зменшує безробіття скорочення тривалості робочого тижня? Деякі докази італійської економіки під час Великої депресії». Дослідження в економічній історії (2006) 43#3 с.: 413-437.
- Замагні, Віра. Економічна історія Італії 1860-1990 (Oxford University Press, 1993).